# MD5
MD5(Message-Digest algorithm 5)는 128비트 암호화 해시 함수이다. RFC 1321로 지정되어 있으며, 주로 프로그램이나 파일이 원본 그대로인지를 확인하는 무결성 검사 등에 사용된다. 1991년에 로널드 라이베스트가 예전에 쓰이던 MD4를 대체하기 위해 고안했다.
1996년에 MD5의 설계상 결함이 발견되었다. 이것은 매우 치명적인 결함은 아니었지만, 암호학자들은 해시 용도로 SHA-1과 같이 다른 안전한 알고리즘을 사용할 것을 권장하기 시작했다. 2004년에는 더욱 심한 암호화 결함이 발견되었고. 2006년에는 노트북 컴퓨터 한 대의 계산 능력으로 1분 내에 해시 충돌을 찾을 정도로 빠른 알고리즘이 발표되기도 하였다. 현재는 MD5 알고리즘을 보안 관련 용도로 쓰는 것은 권장하지 않으며, 심각한 보안 문제를 야기할 수도 있다. 2008년 12월에는 MD5의 결함을 이용해 SSL 인증서를 변조하는 것이 가능하다는 것이 발표되었다.

## 알고리즘
s는 s칸 만큼의 레프트 로테이션을 가리키며, s는 각 연산 후 값이 변한다. 은 모듈로 232 덧셈을 말한다.

단일 MD5 연산. MD5에서는 이 단일 연산을 64번 실행한다. 16개의 연산을 그룹화한 4 라운드로 묶인다. F는 각 라운드에서 사용하는 비선형 함수를 가리키며, 각 라운드에서는 각각 다른 함수를 사용한다. M_{i}는 입력 메시지의 32-비트 블록을 의미한다.
_{s}는 s칸 만큼의 레프트 로테이션을 가리키며, s는 각 연산 후 값이 변한다. 은 모듈로 2^{32} 덧셈을 말한다.

MD5는 임의의 길이의 메시지(variable-length message)를 입력받아, 128비트짜리 고정 길이의 출력값을 낸다. 입력 메시지는 512 비트 블록들로 쪼개진다; 메시지를 우선 패딩하여 512로 나누어떨어질 수 있는 길이가 되게 한다. 패딩은 다음과 같이 한다: 우선 첫 단일 비트, 1을 메시지 끝부분에 추가한다. 512의 배수의 길이보다 64 비트가 적은 곳까지 0으로 채운다. 나머지 64 비트는 최초의(오리지널) 메시지의 길이를 나타내는 64 비트 정수(integer)값으로 채워진다.
메인 MD5 알고리즘은 A,B,C,D라고 이름이 붙은 32 비트 워드 네 개로 이루어진 하나의 128 비트 스테이트(state)에 대해 동작한다. A,B,C,D는 소정의 상수값으로 초기화된다. 메인 MD5 알고리즘은 각각의 512 비트짜리 입력 메시지 블록에 대해 차례로 동작한다. 각 512 비트 입력 메시지 블록을 처리하고 나면 128 비트 스테이트(state)의 값이 변하게 된다.
하나의 메시지 블록을 처리하는 것은 4 단계로 나뉜다. 한 단계를 "라운드"(round)라고 부른다; 각 라운드는 비선형 함수 F, 모듈라 덧셈, 레프트 로테이션(left rotation)에 기반한 16개의 동일 연산(similar operations)으로 이루어져 있다. 오른쪽 그림은 한 라운드에서 이루어지는 한 연산(operation)을 묘사하고 있다.
함수 F에는 4가지가 있다; 각 라운드마다 각각 다른 F가 쓰인다:
{\displaystyle F(X,Y,Z)=(X\wedge {Y})\vee (\neg {X}\wedge {Z})}
{\displaystyle G(X,Y,Z)=(X\wedge {Z})\vee (Y\wedge \neg {Z})}
{\displaystyle H(X,Y,Z)=X\oplus Y\oplus Z}
{\displaystyle I(X,Y,Z)=Y\oplus (X\vee \neg {Z})}
{\displaystyle \oplus ,\wedge ,\vee ,\neg }는 각각 XOR, 논리곱, 논리합 그리고 NOT 연산을 의미한다.

### 의사코드
MD5 알고리즘의 의사코드는 다음과 같다:
```
//
Note: All variables are unsigned 32 bits and wrap modulo 2^32 when calculating

var
 
int
[64] r, k
```

```
//
r specifies the per-round shift amounts

r[ 0..15] := {7, 12, 17, 22,  7, 12, 17, 22,  7, 12, 17, 22,  7, 12, 17, 22}
r[16..31] := {5,  9, 14, 20,  5,  9, 14, 20,  5,  9, 14, 20,  5,  9, 14, 20}
r[32..47] := {4, 11, 16, 23,  4, 11, 16, 23,  4, 11, 16, 23,  4, 11, 16, 23}
r[48..63] := {6, 10, 15, 21,  6, 10, 15, 21,  6, 10, 15, 21,  6, 10, 15, 21}
```

```
//
Use binary integer part of the sines of integers as constants:

for
 i 
from
 0 
to
 63
    k[i] := floor(abs(sin(i + 1)) × (2 
pow
 32))
```

```
//
Initialize variables:

var
 
int
 h0 := 0x67452301

var
 
int
 h1 := 0xEFCDAB89

var
 
int
 h2 := 0x98BADCFE

var
 
int
 h3 := 0x10325476
```

```
//
Pre-processing:

append
 "1" bit 
to
 message

append
 "0" bits 
until
 message length in bits ≡ 448 (mod 512)

append
 bit (bit, not byte) length of unpadded message 
as
 
64-bit little-endian integer
 
to
 message
```

```
//
Process the message in successive 512-bit chunks:

for each
 
512-bit
 chunk 
of
 message
    break chunk into sixteen 32-bit little-endian words w[i], 0 ≤ i ≤ 15
```

```
    
//
Initialize hash value for this chunk:

    
var
 
int
 a := h0
    
var
 
int
 b := h1
    
var
 
int
 c := h2
    
var
 
int
 d := h3
```

```
    
//
Main loop:

    
for
 i 
from
 0 
to
 63
        
if
 0 ≤ i ≤ 15 
then

            f := (b 
and
 c) 
or
 ((
not
 b) 
and
 d)
            g := i
        
else if
 16 ≤ i ≤ 31
            f := (d 
and
 b) 
or
 ((
not
 d) 
and
 c)
            g := (5×i + 1) 
mod
 16
        
else if
 32 ≤ i ≤ 47
            f := b 
xor
 c 
xor
 d
            g := (3×i + 5) 
mod
 16
        
else if
 48 ≤ i ≤ 63
            f := c 
xor
 (b 
or
 (
not
 d))
            g := (7×i) 
mod
 16
```

```
        temp := d
        d := c
        c := b
        b := b + 
leftrotate
((a + f + k[i] + w[g]) , r[i])
        a := temp
```

```
    
//
Add this chunk's hash to result so far:

    h0 := h0 + a
    h1 := h1 + b
    h2 := h2 + c
    h3 := h3 + d
```

```
var
 
int
 digest := h0 
append
 h1 
append
 h2 
append
 h3 
//
(expressed as little-endian)
```

```
  
//
leftrotate function definition

  
leftrotate
 (x, c)
      return (x << c) 
or
 (x >> (32-c));
```

- 참고: RFC 1321에 나온 공식외에 다음과 같은 공식을 쓰면 퍼포먼스가 향상될 수 있다(어셈블리어가 사용될 때 유용하다 - 다른 언어가 쓰일 경우에는 대개 컴파일러가 위의 코드를 최적화 해준다.)

```
(0  ≤ i ≤ 15): f := d 
xor
 (b 
and
 (c 
xor
 d))
(16 ≤ i ≤ 31): f := c 
xor
 (d 
and
 (b 
xor
 c))
```

## 같이 보기
- Md5sum
- SHA-1
- SHA-2